# Gavrana maculipes
Gavrana maculipes là một loài tò vò trong họ Ichneumonidae.